# Siward, conte di Northumbria
Siward o Sigurd (in antico inglese Sigeweard, in norreno Sigurðr digri; Scandinavia, ... – 1055) è stato un militare svedese naturalizzato inglese fu un importante conte dell'Inghilterra settentrionale dell'XI secolo.
Il soprannome in lingua norrena Digri e la sua traduzione latina grossus ("vigoroso") provengono da testi a lui coevi. Siward era probabilmente di origine scandinava, forse uno dei parenti del conte Ulf. Siward emerse durante il regno di Canuto il Grande, sovrano danese che prese il trono inglese nel 1016. Probabilmente Siward fu uno dei tanti scandinavi che seguirono Canuto in Inghilterra dopo la sua conquista. La sua fama crebbe nel tempo fino a divenire uno dei più importanti governanti del nord del paese e nel 1033 era ormai divenuto Conte di Northumbria. Siward rafforzò la propria posizione sposando Ælfflæd figlia di Ealdred di Bernicia; dopo la morte del fratello ed erede Eadulf III di Bernicia, ucciso per mano di Canuto II d'Inghilterra, Siward ebbe il controllo dell'intera Northumbria. Egli esercitò il proprio potere in favore dei successori di Canuto, Canuto II d'Inghilterra ed Edoardo il Confessore assistendoli spesso con aiuti e consulenze di stampo militare. È probabile che attorno al 1050 Siward abbia preso il controllo delle contee di Northampton e Huntingdon e c'è qualche prova del fatto che sia riuscito a estendere il dominio della Northumbria sopra parte del Cumberland. Sempre attorno al 1050 Siward combatté contro Macbeth di Scozia, conflitto che vinse nonostante la morte del figlio Osbeorn Bulax avvenuta nel 1054. Questa guerra troverà posto nelle cronache molti secoli dopo quando William Shakespeare scriverà il Macbeth. 
Siward morì nel 1055 lasciando un figlio maschio, Waltheof, che gli succedette al contado di Northumbria.

## Le scarse fonti
Le fonti concrete sulla vita di Siward sono molto scarse, e a tutt'oggi sono rimaste scarse informazioni di cui una parte è anche potenzialmente poco rilevante e non esistono documenti a lui coevi o scritti poco tempo dopo. Le grandi opere del tempo quale l'Encomium Emmae e la Vita Ædwardi Regis lo menzionano marginalmente e pertanto gli storici si devono basare sulle citazioni della Cronaca anglosassone e sulle speculari fonti irlandesi. I più tardivi storici anglo-normanni possono o non possono essere considerati affidabili a seconda del materiale cui poterono fare riferimento, ma alcuni di quelli più affidabili sono stati scritti ad opera di Giovanni di Worcester (fra il 1124 e il 1140), Guglielmo di Malmesbury (fra il 1125 e il 1142), Enrico di Huntingdon (fra il 1133 e il 1154) e Orderico Vitale (fra il 1114 e il 1141). Altre fonti comprendono i lavori attribuiti a Simeone di Durham scritti ed ancora esistenti fra il tardo XI secolo e il primo periodo del XII, materiali di stampo più leggendario, come quelli cui ci si rifà per l'agiografia o opere tardo medievali come quelle di Giovanni di Fordun e Andrew of Wyntoun non sono di solito considerate utili perché la loro capacità di conservare intatta l'origine dei fatti è considerata estremamente limitata.

## La nuova terra
La carriera di Siward nell'Inghilterra del nord si estese attraverso il regno di quattro sovrani, cominciando sotto la guida di Canuto I d'Inghilterra, proseguendo poi sotto Aroldo I d'Inghilterra, Canuto II d'Inghilterra ed infine Edoardo il Confessore. La parte più significativa fu la prima con la conquista da parte di Canuto I dell'Inghilterra e la conseguente venuta alla luce di nuove figure politiche e nobiliari in proporzioni tanto vaste che alcuni storici la paragonano alla Conquista normanna dell'Inghilterra che avverrà cinquant'anni dopo. Queste nuove figure erano uomini militari con, di solito, deboli legami con la casa reale di Wessex di origine anglosassone che Canuto aveva deposto.
Canuto governava oltre all'Inghilterra anche diversi altri regni Scandinavi, tanto che dovette delegare parte del suo potere ad alcuni uomini di fiducia e capacità provate e in Inghilterra la sorte cadde in mano ad un manipolo di uomini chiamati earl (conti) cui venne data la guida di contadi che raggruppavano una o più contee sotto l'autorità di un unico uomo che governava in nome del re. Secondo lo storico Fleming Siward fu uno dei tre che costituirono il nuovo triumvirato di Canuto, gli altri erano Godwin del Wessex e Leofwine conte di Mercia (950-1028). L'Inghilterra settentrionale dell'XI secolo era del tutto diversa dal resto del paese, l'antico Regno di Northumbria si stendeva dagli estuari dell'Humber e del Mersey, mentre a nord arrivava fino al Firth of Forth dove passando per il Regno di Strathclyde incontrava il Regno di Alba. La Northumbria era stata unita al Regno del Wessex soltanto nel 950 da Edredo d'Inghilterra e il controllo su questo territorio era stato esercitato attraverso la presenza di almeno due conti, uno posto a nord e l'altro a sud del fiume Tees, il primo si appoggiava alla fortezza di Bamburgh e l'altro a quella di York. La regione in sé era fortemente frammentata, la parte più occidentale dal Lancashire al Cumberland era abitata per lo più da Vichingo-gaelici mentre nel resto della Northumbria i magnati inglesi ed anglo-scandinavi quali Thegn, hold e High-reeve esercitavano un notevole grado di indipendenza dal contado in sé. Uno di questi fu Thurbrand un potente nobile dello Yorkshire che spesso che era spesso in conflitto con il conte che governava da Bamburgh.

## Le origini misteriose
Gli storici generalmente considerano Siward come nativo della Scandinavia; una conclusione che traggono dalla Vita Ædwardi Regis che attesta come questi fosse chiamato digri (lingua) in danese, il materiale di stampo più leggendario che si ritrova nella Vita et passio Waldevi comitis, un'opera agiografica su suo figlio Waltheof, conte di Northumbria, attesta che Siward era il figlio di un nobile scandinavo chiamato Bjorn con tanto di albero genealogico che attesterebbe la sua discendenza dall'orso polare, un topos abbastanza comune nel folklore germanico.
Alcuni storici sottolineano come queste similitudini genealogiche suggeriscano una tradizione famigliare condivisa fra i discendenti di Siward e di Thorgils Sprakalägg (un nobile danese la cui figlia Gytha Thorkelsdaettir sposò Godwin del Wessex e uno dei suoi nipoti fu Sweyn II di Danimarca), tanto che il padre di Siward potrebbe essere anche una figura storica, forse un fratello di Thorgil, il che farebbe di Ulf il Conte (morto 1027) suo primo cugino e che, tramite il matrimonio con Estrid Svendsdatter (fra il 990 e il 997-fra il 1057 e il 1073), fondò la dinastia di regnanti danesi che sarebbe succeduta a quella di Canuto. Si presume che la dinastia di Thorgil fosse solo di recente salita al potere in Scandinavia e che il successo ottenuto da Siward in Inghilterra fosse un'altra conferma della sua ascesa.
La Vita Waldevi offre altri spunti leggendari sul viaggio che Siward fece dalla patria fino all'Inghilterra, egli passò dalle Isole Orcadi dove uccise un drago prima di arrivare in Northumbria dove ne uccise un altro prima di incontrare Odino sotto le mentite spoglie di un vecchio in cima a una collina che gli consegnò lo Stendardo del corvo ordinandogli di andare a Londra per ricevere il patrocinio del re d'Inghilterra.

## Attraverso tre re
La data esatta dell'arrivo di Siward in Inghilterra non è nota, tuttavia la Vita Waldevi offre altri spunti leggendari. Documenti risalenti al 1019, 1024, 1032, 1033 e 1035 menzionano il Thegn Si[ge]ward Minister, ma non è possibile stabilire se il nome appartenesse proprio al nostro Siward o a un altro uomo che divenne Conte di Northumbria. Il primo documento che attesta certamente la presenza di Siward in Inghilterra è del 1033 ed è una lettera di Canuto destinata all'Arcivescovo di York Ælfric Puttoc (morto il 22 gennaio 1051), si capisce che il Siward in questione è proprio questo perché viene chiamato dux, conte. Ovviamente questo non vieta che Siward abbia detenuto una qualche carica prima del 1033, il suo predecessore Eiríkr Hákonarson muore attorno al 1023 lasciando quindi un vuoto di dieci anni fra la sua scomparsa e l'acquisizione del titolo da parte di Siward. Benché Guglielmo di Mamelsbury asserisca che Eirikr venne riportato in Scandinavia la sua tradizione famigliare lo vuole morto in Inghilterra. Alcuni storici ritengono che Eirirk non sia morto nel 1023, ma che la sua scomparsa dalle cronache sia da attribuire alla perdita del suo titolo e che questi sia andato a tale Carl che mantenne la sua carica fino a che Siward non la ricevette diversi anni dopo agendo, da quel momento in poi, quale rappresentante del conte piuttosto che del re. Altri storici rimangono scettici su questa teoria anche se ammettono che Eirirk potrebbe essere morto attorno al 1028, altri ancora rigettano questa teoria assumendo che egli sia davvero morto nel 1023 e che il contado sia rimasto vacante per dieci anni circa.
Quando Canuto I morì nel 1035 c'erano diversi pretendenti al trono, fra questi suo figlio Cnut, Harold, uno dei figli illegittimi di Canuto, i nobili Alfred Aetheling ed Edward che erano i figli esiliati di Etelredo II d'Inghilterra. Poiché Cnut era in Scandinavia non gli riuscì di fermare Harold che salì al trono come Aroldo I d'Inghilterra e il cui regno durò fino al 1040, egli morì, infatti, proprio mentre Cnut stava preparandosi per un'invasione. A sua volta Cnut, che divenne re come Canuto II d'Inghilterra, regnò soltanto fino al 1042 e alla sua morte gli successe pacificamente il figlio di Etelredo che divenne Edoardo il Confessore. Si è molto speculato sulla reale posizione di Siward durante tutte queste successioni e diversi storici ritengono che egli sia rimasto su posizioni di estrema neutralità.
Nel 1038 Siward è segnato quale testimone, citato come Sywardus Comes, di un documento di Canuto II relativo all'Abbazia di Bury St.Edmunds, allo stesso modo fra il 1040 e il 1042 testimoniò alla stesura di alcuni documenti che confermevano dei benefici per l'abbazia di Fécamp e, sempre nel 1042, testimoniò alla stesura di un documento relativo a dei benefici che vennero conferiti all'abbazia di Abingdon e al Vescovo di Winchester Ælfwine (morto nel 1047).
In un momento a noi ignoto Siward sposò Ælfflæd, figlia di Ealdred, Earl di Bernicia e nipote di Uchtred l'Ardito. La Cronaca anglosassone asserisce che nel 1041 suo cognato Eadulf III di Bernicia venne tradito e assassinato per mano di Canuto II e pare che tale tradimento sia stato compiuto con l'aiuto di Siward, tutte le fonti contemporanee sono concordi nel fatto che fu lui ad uccidere il cognato. Forse fu per questo servigio che il re nominò Siward conte di tutta la Northumbria, dandogli domini tanto estesi come non se ne vedevano dai tempi di Uchtred l'Ardito. È anche possibile che Siward abbia usato l'ascendenza della moglie per reclamare per sé il contado di Bamburgh tuttavia non è chiaro se il matrimonio abbia avuto luogo prima o dopo l'assassinio di Eadulf. Altri storici hanno fatto notare che era dai tempi di Uchtred che non v'erano stati conti di Bamburgh la cui presenza fosse stata attestata a corte, il che potrebbe suggerire che erano se non in rivolta quanto meno scontenti e che l'azione di Siward possa aver avuto l'incoraggiamento del sovrano nella speranza di porre freno al malcontento o alla slealtà di quei vassalli. Ovviamente Siward aveva interessi personali, morto Eadulf spariva il suo principale rivale nel nord e il matrimonio lo legava a una delle famiglie più antiche della zona.
In quello stesso anno altri eventi scossero il sud anche se potrebbe non esserci alcuna connessione con l'omicidio di Eadulf. Le cronache di Giovanni di Worchester raccontano che a causa di un attacco che colpì due esattori di Canuto II Siward partecipò ad una rappresaglia che coinvolse il monastero e la città di Worcester. Il regno di Canuto II giunse presto al termine, egli morì l'8 giugno 1042 e fu succeduto pacificamente dall'Aetheling Edoardo che divenne re col nome di Edoardo il Confessore che fu incoronato il giorno di Pasqua, 3 aprile 1043.

## Al servizio del Confessore
I rapporti fra Siward ed il nuovo sovrano sembrano essere stati buoni giacché non vi sono registrate punizioni a carico di nessun Siward negli anni seguenti, anzi pare che egli sia stato uno dei più ferventi sostenitori del nuovo re. Il 16 novembre lui insieme a Edoardo, a Godwin del Wessex e Leofrico di Coventry marciarono contro Emma di Normandia, madre di Edoardo, per depredarla delle grandi ricchezze che aveva ereditato dai due illustri mariti ora defunti, Etelredo II d'Inghilterra e Canuto I d'Inghilterra. Successivamente Emma venne accusata di tradimento ed Edoardo depose il Vescovo di Elmham Stigand perché era ritenuto un suo troppo fidato consigliere. Alcuni cronacotecari di fede normanna quali Guillaume di Poitiers attestarono che Siward fu fra coloro che furono vincolati con un giuramento a sostenere la versione che volle che Edoardo avesse nominato Guglielmo di Normandia quale suo erede. Altri dicono che tale voto venne prestato da Godwin e Leofrico insieme a Stigand, che, perdonato nel 1044, era divenuto Vescovo di Winchester nel 1047. Se questo è vero dovette accadere durante o poco prima della primavera del 1051 quando l'arcivescovo di Canterbury Robert di Jumièges stava viaggiando verso Roma per ritirare il proprio pallio.
Nello stesso anno Siward assieme a Leofrico e al conte Ralph di Mantes (morto 1057) mobilitarono un esercito per fronteggiare una rivolta capeggiata da Godwin del Wessex e dai suoi figli e le cronache riportano che nonostante i rinforzi chiamati da Siward Edoardo riuscì a respingere Godwin che venne temporaneamente esiliato in Francia, anche da lontano egli restava comunque una minaccia e il supporto militare di Siward e Leofrico fu senza dubbio vitale per il re. A garantire il ritorno di Godwin nel 1052 fu, apparentemente, la riluttanza di questi due conti a levare definitivamente le armi contro di lui.
Negli anni Siward era arrivato ad estendere il suo potere anche verso sud prendendo il controllo nel decennio del 1040 del Northamptonshire e in quello successivo dell'Huntingdonshire come provato da alcuni documenti che attestano come Siward fosse divenuto il conte di queste contee. Suoi predecessori erano stati Thuri e Bjorn, figli di Ulf, e fu proprio a queste aree, più che alla Northumbria, che i discendenti di Siward si mostrarono maggiormente attaccati.
Allo stesso modo si crede che Siward abbia preso il Cumberland riportandolo sotto la guida della Northumbria, tale convinzione viene da un documento emesso da Gospatric di Northumbria ed indirizzato a tutti i suoi congiunti e ai nobili dimoranti nelle terre di Cumbria. Questo documento ordina che nessun uomo avrebbe mai dovuto rompere la pace stipulata fra Gospatric e Siward e se alcuni storici ritengono che Siward abbia conquistato il Cumberland togliendolo ai suoi governanti, altri invece pensano che, dopo un periodo in cui tale regione era stata sottratta al potere inglese, vi era tornata già prima della venuta di Siward.
In merito alle relazioni di Siward con la chiesa, in particolare nei suoi rapporti con quella di Durham, si sa ben poco. Come risultato delle proprie nozze con Ælfflæd Siward aveva ricevuto un gruppo di proprietà nel Teesside che erano reclamate anche dai vescovi di Durham. Tale acquisizione potrebbe aver portato al sorgere di alcuni contrasti con il clero locale sino a quando il beneficiario Æthelric (morto nel 1072) venne espulso nel 1045 o nel 1046 e poté tornare al proprio seggio vescovile solo dopo aver corrotto Siward. Secondo alcune cronache il clero era del tutto terrorizzato e sopraffatto da Siward, tuttavia i monaci locali non scrivono troppo duramente di lui il che ha fatto credere che i loro rapporti fossero migliori di quanto si potesse pensare. Durante il regno di Edoardo Siward testimoniò alla stesura di numerosi documenti, di solito egli veniva dopo Godwin e Leofrico, ma prima dei loro figli e la sua firma è registrata in atti del 1044, 1045, 1046, 1048 e 1049. Un conte chiamato Sihroþ testimoniò all stesura di un documento nel 1050 ed è solitamente identificato con Siward, la sua ultima apparizione sicura in un documento legale inglese è datata fra il 1053 e il 1055 quando testimoniò alla scrittura di un accordo fra Leofrico e Wulfwig (morto 1067) Vescovo di Dorchester.

## La misteriosa guerra contro gli scozzesi
Uno dei motivi di notorietà di Siward è la spedizione che fece contro Macbeth di Scozia nel 1054 nella quale perse la vita suo figlio maggiore Osbjorn. Le origini del conflitto sono oscure, alcune cronache riportano che fra il 1039 e il 1040 Duncan I di Scozia invase la Northumbria assediando Durham e in capo a un anno Macbeth aveva ucciso Duncan e si era insediato sul trono al suo posto. Fra il fallito assedio e l'omicidio di Eadulf di Bernicia passò circa un anno e se fra i due eventi ci sia stata una qualche connessione non è mai stato compreso del tutto. Gli Annals of Lindisfarne and Durham scritti alla metà del XII secolo attestano che nel 1046 Siward invase la Scozia, depose Macbeth e pose un suo uomo, principe dei Cumbri, sul trono, ma, dopo essersi allontanato Macbeth si riprese rapidamente regno e corona. Gli storici tendono a dare credito a questa versione che coincide con una battaglia avvenuta nel 1045 e registrata dagli Annals of Tigernach in cui si parla di uno scontro fra gli uomini di Siward e gli scozzesi in cui perse la vita Crínán di Dunkeld, padre di Duncan I, questo scontro poteva essere dovuto alla volontà di Siward di porre sul trono Maldred uno dei fratelli del defunto Duncan I. Altri storici tendono invece a far coincidere questi eventi con l'invasione del 1054 considerando quella del 1046 come un errore di collocazione delle date da parte dei cronacotecari che vissero, comunque, almeno qualche decennio dopo i fatti.
Nel 1054 lo scontro fra Northumbriani e scozzesi avvenne a nord del Firth of Forth e la battaglia ha vari nomi fra cui quello di Battaglia di Dunsinane, luogo in cui si sarebbe, secondo la tradizione, svolto lo scontro, tuttavia tale attribuzione è sicuramente leggendaria giacché la prima menzione di Dunsinane come luogo della battaglia è da attribuirsi a Andrew of Wyntoun un cronacotecario del XV secolo.
Come detto i reali motivi del dissidio non sono chiari, Giovanni di Worchester scrisse che Macbeth venne sconfitto e che tale Máel Coluim venne posto sul trono, seppure per poco. L'identità di quest'uomo e il perché Siward sia andato in suo aiuto sono un mistero, l'interpretazione classica lo identifica come Malcolm III di Scozia e tale convinzione deriva da diverse cronache redatte in epoca medievale. Da notare che tali cronache riportano che Siward uccise Macbeth in battaglia, mentre è appurato che egli gli sopravvisse di circa due anni. Altri storici credono che Màel sia uno dei figli di Eogan II di Strathclyde, avuto dal matrimonio con una delle figlie di Malcolm II di Scozia.
Per altro si crede che la battaglia non abbia affatto avuto come conseguenza uno scambio di sovrani ma che, in più, l'obiettivo di Siward non era quello di detronizzare Macbeth, ma di portare sotto il controllo della Northumbria porzioni di territorio inglese che potevano essere stati in precedenza sotto la sovranità scozzese. In questo caso Máel Coluim diviene uno scontento principe Cumbro che era stato convinto a passare sotto la protezione inglese, del resto vi sono diverse prove che lo Strathclyde in quel periodo fosse sotto una pesante influenza della Northumbria.

## La morte
Lo storico Henry di Huntingdon nel XII secolo scrisse che quando Siward venne colpito dalla dissenteria, temendo di morire come un animale, preferì morire come un soldato e per questo indossò l'armatura, prese ascia e spada e in tal guisa spirò. L'aneddoto è di dubbia storicità e si pensa che sia stato preso da una saga nata per celebrarlo e andata poi perduta, la Vita Ædwardi Regis afferma che Siward sia morto a York e che sia stato sepolto in un monastero locale, versione combaciante con quella dell'Historia Regum. Siward morì circa dieci anni prima del Confessore, quindi nel 1055, e alla sua morte secondo il Domesday Book aveva quattro castelli, tre nello Yorkshire e uno nel Derbyshire che vennero ereditati da Ugo d'Avranches, e le sue rendite ammontavano a circa 398£ che se non era una cifra esagerata comparata con le 968£ di Morcar di Mercia, non erano neppure poche.
Di Siward si conosce un solo figlio superstite, Waltheof, conte di Northumbria avuto dalla moglie Ælfflæd. Waltheof si ribellò contro Guglielmo I d'Inghilterra nel 1076 e per questo venne giustiziato, sua figlia Maud di Northumbria andò invece in sposa a Davide I di Scozia rendendo Siward antenato di molti re scozzesi e inglesi dei secoli a venire.
Si sa che Siward si risposò con una donna di nome Godgifu, nessun documento attesta con chiarezza se ella fu la madre di Osbjorn o se questo matrimonio rimase senza figli, l'unica cosa certa è che ella premorì al marito in una data imprecisata.

## Fonti
1. Gesta antecessorum comitis Waldevi (c. 1207-1214). Traduzione latina-Portoghese - Renan Birro. Brathair 11 (1), 2011, pp.110-115.